# Chorvatská liga ledního hokeje 1995/1996
Chorvatská liga ledního hokeje 1995/1996 byla pátou sezónou Chorvatské hokejové ligy v Chorvatsku, které se zúčastnily celkem 4 týmy. Ze soutěže se nesestupovalo.

## Systém soutěže
V základní části každé družstvo odehrálo 15 zápasů. Tým, který se umístil na prvním a druhém místě postoupil přímo do finále playoff, které se hrálo na tři vítězné zápasy. Týmy, umístěné na třetím a čtvrtém místě odehrály souboj o třetí místo, které se hrálo na dva vítězné zápasy.

## Základní část
| Vysvětlivka           |
| --------------------- |
| Postupující do finále |
| O třetí místo         |

| Poř. | Tým                | Z  | V  | R | P  | VG  | OG  | B  |
| ---- | ------------------ | -- | -- | - | -- | --- | --- | -- |
| 1.   | KHL Mladost Zagreb | 15 | 13 | 0 | 2  | 112 | 23  | 26 |
| 2.   | KHL Zagreb         | 15 | 11 | 0 | 4  | 108 | 33  | 22 |
| 3.   | KHL Medveščak      | 15 | 6  | 0 | 9  | 106 | 59  | 12 |
| 4.   | HK INA Sisak       | 15 | 0  | 0 | 15 | 16  | 227 | 0  |

## Playoff

### O třetí místo
- KHL Medveščak – HK INA Sisak 2:0 (16:4,11:3)

### Finále
- KHL Mladost Zagreb – KHL Zagreb 0:3 (1:4,2:6,2:6)